# Francine Chantereau
 (novembre 2021).
Pour les articles homonymes, voir Chantereau et Chabot.
Francine Chantereau, née Chabot le 31 mars 1950 est une chanteuse et une choriste française, connue pour avoir été choriste de Claude François au sein des « Fléchettes » et de Dorothée.

## « Les Fléchettes » et Claude François
La carrière de Francine Chantereau débute en 1968 quand elle forme, avec ses cousines Martine Latorre, Catherine Bonnevay et Dominique Poulain, le groupe « Les Fléchettes », baptisées ainsi du nom de la maison de disques de Claude François « Flèche ». Elles forment ensemble les choristes de Claude François sur scène et en studio, rejointes par la suite, pour la danse, par les célèbres « Claudettes ». Elles enregistrent également un disque produit par Claude François. À la fin de leur collaboration en 1977, elles se dispersent pour se mettre au service de différents chanteurs (Sylvie Vartan, Jean-Jacques Goldman, Nana Mouskouri, Mireille Mathieu, C. Jérôme, Joe Dassin, etc.).
En 1986, Francine Chantereau et Martine Latorre assurent les chœurs de la chanson les Restos du Cœur, écrite par Jean-Jacques Goldman, le tout premier hymne de l'association lancée par Coluche[réf. nécessaire]. Elle est choriste lors des premiers concerts des Enfoirés : Tournée d'Enfoirés en 1989, La Soirée des Enfoirés à l'Opéra en 1992 et Les Enfoirés chantent Starmania en 1993.[réf. nécessaire]

## « Chance » et « Cocktail Chic »
Dans le milieu des années 1970, elles forment avec les frères Georges et Michel Costa le groupe « Chance », qui sortira un album homonyme.
En 1986, le groupe se reforme sous le pseudonyme de « Cocktail Chic » et interprètent Européennes pour la France au concours Eurovision. La chanson est écrite et composée par les frères Costa. Elle se classera 17e (sur 20) au Concours Eurovision de la chanson 1986.

## La collaboration avec Dorothée
Dès 1981, Francine Chantereau ainsi que Martine Latorre se mettent au service de l'animatrice et chanteuse Dorothée. Le véritable tournant dans la carrière de Francine Chantereau a lieu dans les années 1990 avec l'apparition du Club Dorothée sur TF1. En effet, Jean-Luc Azoulay, producteur du Club Dorothée, lui propose d'enregistrer plusieurs génériques de dessins animés diffusés dans l'émission, tels que la toute première version du générique français de Dragon Ball[source insuffisante]. En outre, dès 1992, elle est présente tous les mercredis après-midi à l'antenne sur le plateau du Club Dorothée, aux côtés de Martine Latorre, pour accompagner l'animatrice et chanter les intermèdes musicaux de l'émission. Systématiquement présentées par Dorothée à chaque début d'émission, « Martine et Francine » font vite partie intégrante de l'émission et deviennent connues des téléspectateurs et du grand public. Elles sont même un temps animatrices de l'émission aux côtés de Dorothée, en remplacement d'Ariane Carletti lorsque celle-ci part en congé de maternité[réf. souhaitée]. Enfin, elles accompagnent Dorothée dans toutes ses nombreuses tournées et ses galas, notamment sur la scène de Bercy[réf. nécessaire].

## L'après-Club Dorothée
Après l'arrêt du Club Dorothée en 1997, Francine Chantereau collabore avec divers chanteurs ou chanteuses, notamment Mireille Mathieu. Elle sort également plusieurs albums de chansons de Noël et de chansons pour enfants dans les années 2000. 
Par ailleurs, Francine Chantereau prêtera sa voix à plusieurs jingles de publicités télévisées devenus culte : « Carglass répare, Carglass remplace » ou « Les lave-linge durent plus longtemps avec Calgon » pour ne citer que les plus célèbres.
En 2010, Francine Chantereau, avec Martine Latorre, assure les chœurs de l'album signant le retour musical de Dorothée, Dorothée 2010.

## Discographie
- Avec « Les Fléchettes » : Une fille est toujours belle / Les Gens, 1969, Flèche.
- Avec « Chance » : Chance, 1978.
- Avec « Cocktail Chic » : Européennes/European Girls, 1986, Vogue.
- Dragon ball, 1988, AB Disques.
- La chanson de Lamu / Lamu et Ronnie, 1988, AB Disques.
- Nadia, le secret de l'eau bleue, 1991, AB Disques.
- Cendrillon, Cendrillon, 1991, AB Disques.
- Très Cher Frère, 1993, AB Disques.
- Chansons de Noël, 2004, Larivière.
- Mes plus belles chansons de Noël, 2006, Une histoire d'enfant.
- Mes plus belles chansons, 2006, Une histoire d'enfant.
- Berceuses de mon enfant, 2006, Une histoire d'enfant.
- Les plus belles Comptines de Noël, 2010, Les disques Deva.
- Les plus belles Comptines pour Rêver, 2010, Les disques Deva.
- Les plus belles Comptines pour Voyager, 2010, Les disques Deva
- Les plus belles Comptines des Maternelles, 2010, Les disques Deva
- Les plus belles Comptines pour Chanter, 2010, Les disques Deva
- 30 comptines & Un conte de légende: Pierre et le loup, 2011, Les disques Deva
- 30 comptines & Un conte de légende: Le Petit Prince, 2011, Les disques Deva
- Les plus belles comptines des crèches, 2011, Les disques Deva
- Les plus belles comptines des animaux, 2011, Les disques Deva
- 50 comptines et chants de Noël, 2012, Les disques Deva
- Comptines de toujours, 2013, Les disques Deva
- Les plus belles comptines à mimer, 2013, Les disques Deva
- Mon beau sapin, 2014, Les disques Deva

## Pour approfondir
- Dominique Poulain